# Jascha Brodsky
Jascha Brodsky (lettisch Jaroslavs Brodskis) (* 6. Juni 1907 in Lettland; † 3. März 1997 in Ocala, Florida) war ein klassischer Geiger ukrainischer Abstammung.

## Leben
Jascha Brodsky unternahm Studien in seiner Heimat und in Georgien. Nach Konzertreisen durch die Sowjetunion studierte er ab 1926 bei Lucien Capet in Paris, ab 1928 bei Eugène Ysaÿe in Brüssel und ab 1930 bei Efrem Zimbalist in Philadelphia. Er war seinerzeit einer der letzten Vertreter der sogenannten franko-belgischen Violinschule.
Brodsky unterrichtete ab 1932 bis zum 89. Lebensjahr am Curtis Institute of Music in Philadelphia. Entsprechend großen Einfluss übte er auf die Entwicklung des Geigenspiels im 20. Jahrhundert aus. Zu seinen Schülern zählen Hilary Hahn, Leila Josefowicz und Judith Ingolfsson. Er machte seine Schüler nicht zu Kopien seiner selbst, sondern förderte die Entwicklung eines eigenen Stils. Er war 60 Jahre lang der Primarius des Curtis String Quartet.